# ヴィットーリオ・モンティ
ヴィットーリオ・モンティ（Vittorio Monti、1868年1月6日 - 1922年6月20日）は、イタリアの作曲家である。

## 生涯
郷里のナポリでヴァイオリンと作曲を学ぶ。1920年ごろ指揮者としてパリに行き、同地でバレエやオペレッタをいくつか作曲した。マンドリン独奏またはヴァイオリン独奏のための有名な『チャールダーシュ』を除けば、実質的には無名の作曲家である。たいていのジプシー楽団がモンティの『チャールダーシュ』をレパートリーにしている。
モンティはまたマンドリンの教則本を出版している。